# Sar-El

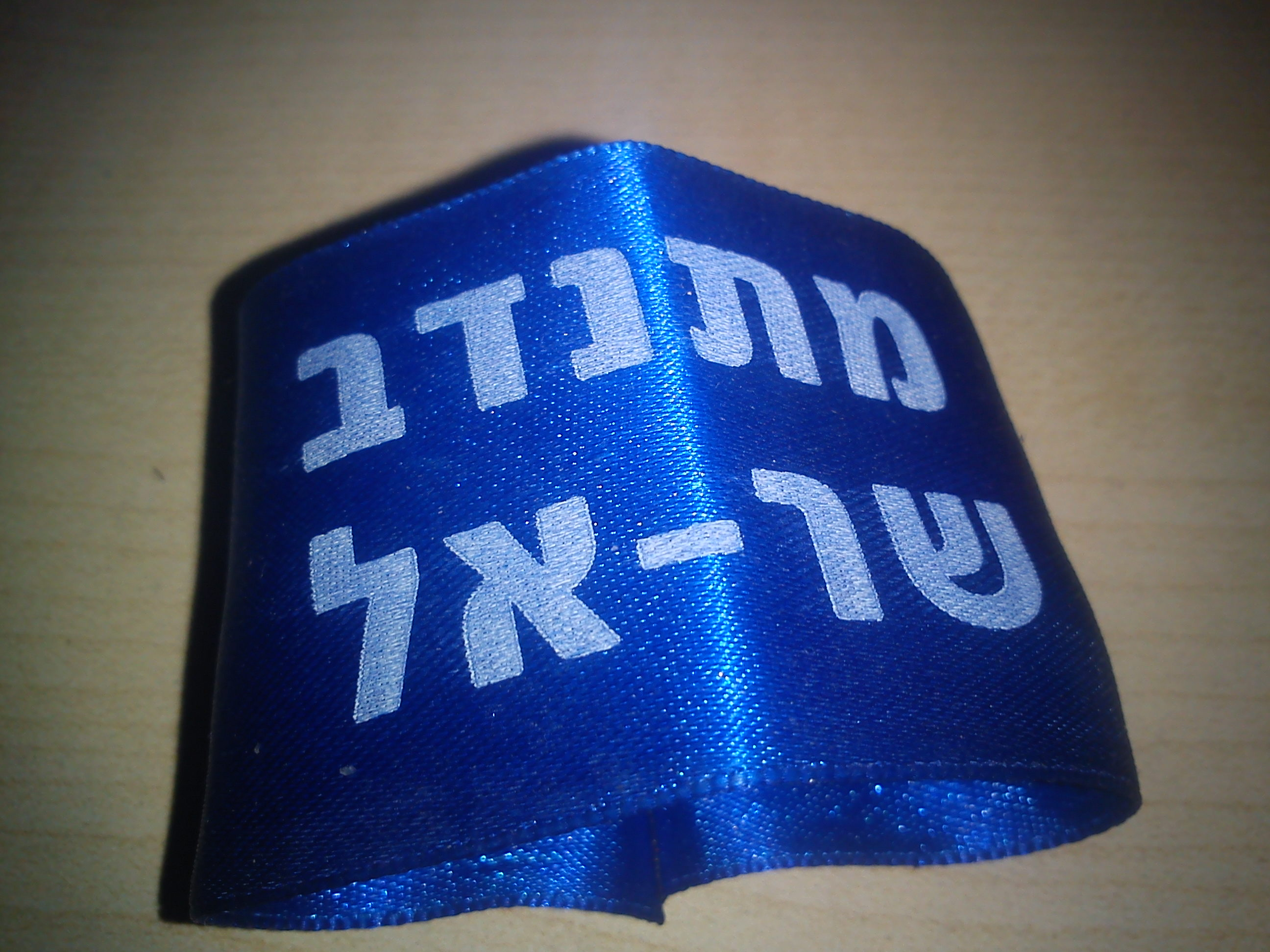
Epaulet van Sar-El

Sar-El (Hebreeuws: שר-אל, van: Sheirut Le'Yisrael = "dienstverrichting voor Israël") is een vrijwilligersproject van het Israëlische leger (IDF). De vrijwilligers worden noch betaald noch bewapend en werken voornamelijk in de logistiek, onderhoud, catering, bevoorrading en medische diensten. Dankzij het feit dat vrijwilligers deze taken verrichten kan het leger geld en soldaten op andere plekken inzetten wanneer dit nodig is. Vrijwilligers moeten minimaal zeventien jaar oud zijn (of 14 jaar onder ouderlijk toezicht) en gezond. Sar-El staat onder bevel van het Logistieke Korps.

## Geschiedenis
Het vrijwilligersproject werd in 1982 opgezet door Brigadier Dokter Aharon Davidi, een voormalige commandant van de Israëlische parachutisten en het Infanterie Korps). Tijdens Operatie vrede voor de Galilea, een militaire interventie in Libanon tijdens de Libanese burgeroorlog om de Palestijnen te bevechten, was er een nijpend tekort aan werkende mannen op verschillende kibboetsim omdat alle fitte mannen opgeroepen waren. Hierdoor kon de oogst op sommige plekken niet binnengehaald worden. Binnen enkele weken waren er meer dan 650 vrijwilligers die hun hulp aanboden aan Israël en op legerbases gingen werken, dankzij hun hulp konden Israëlische mannen weer aan de slag op hun kibboetsim. De eerste vrijwilligers stonden erop dat het vrijwilligersproject verder zou gaan, zodoende werd in 1983 het "Sar-El Het Nationale Project voor Vrijwilligers voor Israël" opgezet als een non-profit en apolitieke organisatie. Uit de hele wereld kwamen vrijwilligers naar Israël toestromen, en vandaag de dag heeft Sar-El locaties in 30 landen. De meeste vrijwilligers komen uit Amerika, Canada en Frankrijk.
In 2007 waren er 3435 vrijwilligers, waarvan verreweg de meeste (1208) uit Frankrijk. Tussen 1982 en 2004 waren er ruim 100.000 vrijwilligers.
Israël was een van de eerste om betekenisvolle hulpverlening aan te bieden aan Haïti na afloop van de aardbeving, binnen 48 was Israël in het rampengebied aanwezig. Hieronder waren ook vrijwilligers van de Sar-El, aldus de Sar-El website.

## Wettelijke status
De vrijwilligers werken in IDF uniformen met blauwe "Sar-El" epauletten, zij zijn echter geen soldaten. Men dient dus niet in een buitenlands leger.

## Notities
1. ↑  https://web.archive.org/web/20100119084840/http://sar-el.org/Stats.html

## Lees ook
- Army Fatigues: Joining Israel's Army of International Volunteers by Mark Werner